# Dichogamie

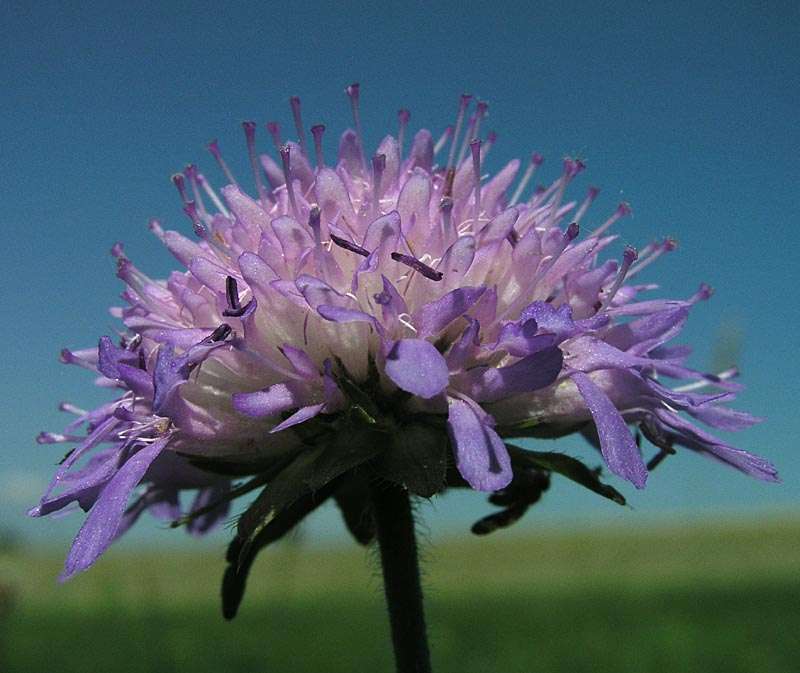
Květenství v samičí etapě, z květů vystupují čnělky s bliznami

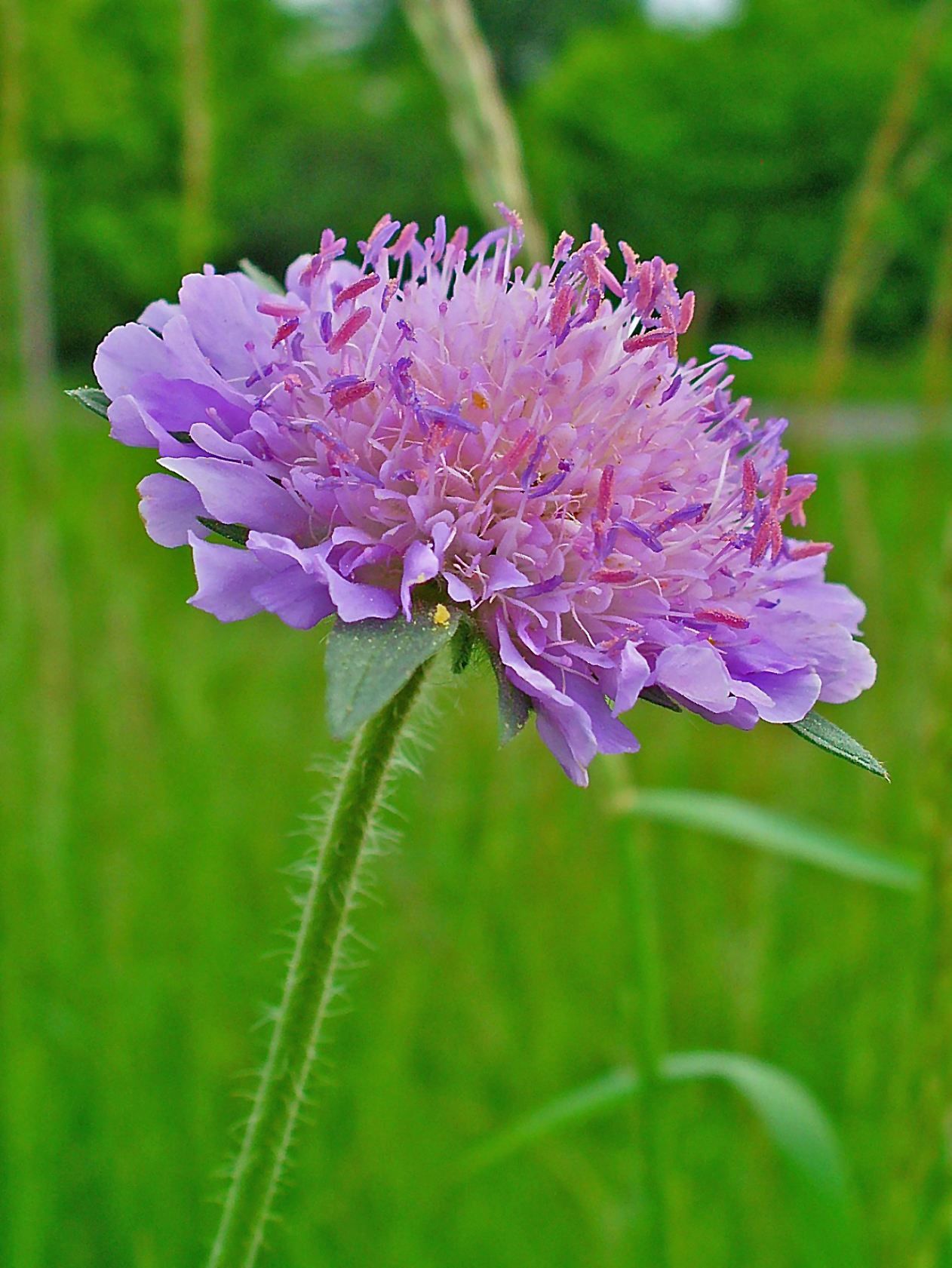
Květenství v samčí etapě, z květů vystupují tyčinky s prašníky

Dichogamie je vzájemné časové posunutí dozrávání vajíček a pylu v oboupohlavném květu.

## Opylení
Opylení je přenesení pylových zrn z prašníků tyčinek na bliznu pestíku. Květ se může opylit vlastním pylem, pylem z jiného květu téže rostliny nebo pylem z květu jiné rostliny. Protože opylení pylem z vlastního květu není geneticky příliš výhodné, existuje u rostlin několik způsobů jak tomu zabránit.
Oboupohlavný květ, tj. květ produkující pyl i vajíčka, je starší, původnější varianta květu. U "modernějších" rostlin je nahrazen jednopohlavnými květy, kdy je zvlášť květ samčí a zvlášť květ samičí. Květy samčí a samičí se mohou souběžně nacházet na stejné rostlině (jednodomost) nebo samčí na jedné a samičí na druhé (dvoudomost). U jednodomé rostliny je zajištěno opylení pylem z jiného květu, u dvoudomých pylem z jiné rostliny. Existuje i smíšená varianta, kdy jsou květy oboupohlavné i jednopohlavné současně na jedné rostlině (mnohomanželné). I tady je jisté opylení, alespoň některých květů, pylem z jiného květu.
Rostliny s oboupohlavnými květy si svůj nedostatek, možnost opylení pylem z vlastního květu, snaží opravit a vyvinuly několik variant, jak se samoopylení (samosprašností) vyhnou.

## Dichogamie
Je to nejběžnější způsob jak zabránit samoopylení, vajíčka a pyl nedozrávají současně. Květ se jeví v jedné době jako samčí a v jiné jako samičí.
Existují dva typy dichogamie:
- Proterandrie, protandrie (prvoprašnost) – pyl dozrává dříve než vajíčka – častější případ, např. hořec, chrastavec, kakost, netýkavka, sléz, vrbovka, celé čeledě hvězdnicovité, miříkovité, zvonkovité;
- Proterogynie, protogynie (prvobliznost) – vajíčka dozrávají dřív než pyl, např. bika, čemeřice, drnavec, jitrocel, plamének, pryšec, psárka, tomka, zimolez.

V praxi je to u květů protandrických provedeno tak, že z koruny květů vyčnívají jen tyčinky, jejichž prašníky postupně dozrávají a produkují pyl. Až je veškerý pyl vyprášen, tyčinky se zmenší. Začnou dozrávat vajíčka v semeníku a z koruny postupně vystupují pestíky, tj. čnělky s bliznami, a očekávají pyl z jiného květu. Květy většinou na rostlině nerozkvétají současně, záleží např. na typu květenství.
U některých rostlin, např. u chrastavce, je takhle synchronizováno celé květenství, klubko, které má až 100 drobných květů. Teprve když je pyl v celém květenství vyprášen, vystoupí u všech květů čnělky s bliznami.

## Herkogamie
Herkogamie – u tohoto způsobu ochrany před samoopylením jsou tyčinky s pylovými prašníky a pestíky s bliznami od sebe prostorově odděleny, např. kosatec.

## Heterostylie
Heterostylie (různočnělečnost) – samoopylení se brání květy tím, že ve květu jsou u různých rostlin stejného druhu dva až tři druhy různě dlouhých čnělek s bliznami a různě dlouhých tyčinek s pylem, např. kyprej, prvosenka, šťavel.

## Význam ochrany
Opylování cizím pylem může dát vzniknout novým křížencům a postupně i novým druhům rostlin.